# Teschio urlante
Un teschio urlante è un oggetto paranormale, un teschio umano che secondo le leggende parla, urla o altrimenti ossessiona i suoi dintorni. Questo genere di leggenda si trova maggiormente in Inghilterra e in altre regioni di lingua inglese.
Il teschio urlante di Bettiscombe nel Dorset, in Inghilterra, è attestato almeno nel 1897 nel libro The Haunted Homes and Family Traditions of Great Britain. Quel libro descrive in dettaglio una presunta visita a Bettiscombe nel 1883 da parte di chi cercava curiosità per indagare su un teschio che, secondo la leggenda, era di uno schiavo africano un tempo di proprietà del proprietario della casa. Si suppone che lo schiavo fosse morto determinato ad essere seppellito nella sua terra natale e qualsiasi tentativo di seppellire il cranio altrove avrebbe fatto urlare il cranio ad alta voce.

## Teschi noti
- Bettiscombe Manor, Bettiscombe, Dorset[2][3]
- Dickie – Tunstead Farm, Tunstead Milton, Derbyshire[4][5]
- Teschio di St Ambrose Barlow – Wardley Hall,[4] Greater Manchester
- Teschio di Anne Griffith – Burton Agnes Hall, Yorkshire[4]
- Teschio di Thephilus Brome – Higher Chilton Farm, Chilton Cantelo[4]
- Due teschi – Warbleton Priory ruin, Rushlake Green, Heathfield, East Sussex[6]
- Due teschi - Calgarth Hall, Windermere, Cumbria[7]

## In fiction
- The Screaming Skull (1911) – F. Marion Crawford
- Il teschio urlante (The Screaming Skull) (1958) – Film horror americano
- The Great Ghost Rescue (1975) – romanzo di Eva Ibbotson